# 太田看護専門学校 (太田市)
太田看護専門学校（おおたかんごせんもんがっこう）は、群馬県太田市藤阿久町82－5所在した専修学校。

## 概要
1971年に太田高等看護学院として設立。
1981年に太田看護専門学校に改称。
看護学科を設置していた。
年限は3年で1学年80人。
2020年3月31日に閉校。卒業生は計1146人。